# سراسر حادثه
سراسر حادثه داستان کوتاهی است از بهرام صادقی (۱۳۶۳-۱۳۱۵) که در فروردین ۱۳۳۸ نگاشته‌شده و اول بار اردیبهشت ۱۳۳۸ در مجله سخن منتشر شده است. این داستان بعدها در مجموعه سنگر و قمقمه‌های خالی به سال ۱۳۴۹ توسط انتشارات کتاب زمان به چاپ رسید.
غلامحسین ساعدی در کتاب خون آبی بر زمین نمناک (در نقد و معرفی بهرام صادقی) این داستان را ارائه‌دهنده تصویر دقیقی از جامعه‌ای راکد و بی‌معنی می‌داند که بهرام صادقی، با چندبعدی کردن شخصیت‌ها و قرار دادن مدام آن‌ها در برابر هم، داستان بی‌حادثه‌ای ساخته که پر از حادثه‌های بی‌معنی، پوچ و مضحک است.

## طرح
خانواده‌ای، هرسال شب یلدا مستأجرانشان را به شام دعوت می‌کنند. برادر کوچک، «مسعود» مخالف است. او دانش‌آموز درس‌خوانی است که برای خودش، اتاقی می‌خواهد تا در آرامش به درسش برسد. مادر مستأجران را یکی‌یکی دعوت می‌کند. مهمانی سرمی‌گیرد و ترکیب نامتجانس مستأجران، شروع می‌کنند به تعریف کردن داستان‌های خود.